# Les Barjols
Le texte peut changer fréquemment, n’est peut-être pas à jour et peut manquer de recul. 
Le titre et la description de l'acte concerné reposent sur la qualification juridique retenue lors de la rédaction de l'article et peuvent évoluer en même temps que celle-ci.
Les Barjols est un groupuscule terroriste d'extrême droite identitaire actif de 2017 à 2018 en France. Il est démantelé après avoir envisagé une attaque contre le président de la République Emmanuel Macron ; trois de ses membres, dont son fondateur, sont condamnés pour association de malfaiteurs terroriste en 2023.
Formé autour de deux pages Facebook « Les Barjols » et « Les Barjols 38 », cette dernière ayant été fondée par Jean-Pierre Bouyer, le groupe organise plusieurs rencontres ayant pour thème le maniement des armes à feu et le survivalisme. Ses membres y tiennent des propos virulents, haineux, particulièrement à propos de l'immigration et islamophobes.
Le 5 novembre 2018, quatre hommes se retrouvent à Serémange : Jean-Pierre Bouyer, Mickaël Iber, Antoine D. et David Gasparrini. Ils souhaitent, avec un plan flou, attaquer Emmanuel Macron, en déplacement à proximité. Ils sont interpellés par la Direction générale de la Sécurité intérieure (DGSI) le lendemain.
Entre novembre 2018 et janvier 2021, douze personnes sont mises en examen pour des chefs d'accusation de terrorisme. En 2023, trois d'entre eux seront condamnés pour association de malfaiteurs terroriste à des peines allant jusqu'à trois ans de prison ferme et un autre pour détention et cession d'armes. Les autres sont relaxés, aucun projet préparatoire ne leur étant reproché.

## Organisation du groupe
Le groupe se forme par l'intermédiaire d'une page Facebook portant le nom « Les Barjols », créée par le Barisien Denis Collinet en avril 2017 ; elle compte 4 770 abonnés en novembre 2018. Il la déclare en association le 3 septembre 2018,. Son nom fait référence à celui donné au contingent français en action au Mali à son arrivée. Il est dirigé par Denis Collinet, président-fondateur, et compte plusieurs référents départementaux,. Un proche de Denis Collinet, Jean-Pierre Bouyer, fonde durant l'année 2017 une page « Les Barjols 38 », dédiée au département de l'Isère. 
Les membres de ce groupe tiennent des propos virulents et obsessionnels envers l'immigration, qu'ils considèrent comme la source principale des maux de la société française,, le « système », les hommes politiques, les riches, les musulmans et les franc-maçons et considèrent la France comme une dictature. Ils développent une haine envers Emmanuel Macron, qui les prendrait « pour des moins que rien ». Ils voient comme unique solution « l'action » et fomentent de renverser le président de la République et de mener un coup d'État, dans un projet flou. Ils parlent également de « reprendre le pays » et de « taper des migrants et brûler des mosquées ».
En juin 2018, Denis Collinet partage des photographies d'une « formation au combat urbain » avec des hommes habillés en treillis et armés. Sur le terrain, les Barjols sont peu nombreux. Le groupe constitué autour de Jean-Pierre Bouyer échange aussi par téléphone et par messagerie chiffrée. Ses membres se rencontrent lors de week-ends autour de l'autodéfense et des armes à feu ; ils investissent une vieille usine près de Nice, organisent des séances de tir et des stages de survie.
Ils sont suivis par les services de renseignement et Jean-Pierre Bouyer est mis sur écoute. Au sein des ordinateurs perquisitionnés en novembre 2018 sont retrouvés un répertoire territorial des Barjols, des cartes codées et une « Constitution provisoire suspensive » datée du 12 février 2018 rédigée par le groupe « Phoenix ».

## Projet d'attaque envers Emmanuel Macron
Au début du mois de novembre 2018, Emmanuel Macron se déplace en Moselle pour célébrer le centenaire de l'armistice du 11 Novembre. Jean-Pierre Bouyer déclare alors, dans des propos vagues, vouloir s'en prendre à ce dernier au moyen d'un couteau en céramique, non détectable aux contrôles de sécurité. Sur Telegram, Mickaël Iber écrit : « T'es chaud le 5 pour choper la pute [Emmanuel Macron] il vient à Morange [Morhange], là je bout » puis « une fois les actions lancées, nous passerons pour terroristes ennemis de la Nation » ; sa compagne explique après-coup à la direction générale de la Sécurité intérieure avoir senti une volonté « sérieuse », « loin des paroles en l'air »,.
Ils s'imaginent alors kidnapper des « riches », braquer un centre des impôts ou une agence de société d’assurance, et recherchent une caisse d'armes datant de la Seconde Guerre mondiale. Ils envisagent de se cacher dans un casemate de la ligne Maginot, où ils auraient entreposé des vivres. Jean-Pierre Bouyer et Antoine D., pour qui il s'agit de la première rencontre physique avec les Barjols, prennent la route de l'Isère pour la Moselle durant dix heures par des voies secondaires. Bouyer répète qu'il ne « vient pas pour rien », et qu'il a prévu d'être « introuvable » une fois les faits commis, qu'il est prêt à se suicider au cas où et qu'il a laissé des coordonnées à sa femme et à sa fille pour qu'elles soient en sécurité.
Ils rejoignent les Mosellans Mickaël Iber et David Gasparrini vers 20 h. Ils passent la soirée ensemble à Serémange chez David Gasparrini. Après leur interpellation, Bouyer avouera avoir évoqué un kidnapping de « riches avec des cartes à débit non limité ». Plusieurs reconnaissent avoir parlé « de Macron. Mais il s'agissait de destitution ». Un autre, Antoine D., évoque une attaque envers ce dernier, mais son témoignage est remis en question en raison de son syndrome de délétion 22q11.2.
Le 6 novembre au matin, ils sont tous les quatre interpellés, dans les communes de Bouzonville et Serémange-Erzange. Aucune arme à feu n'est retrouvée sur les lieux — plusieurs fusils seront perquisitionnés au domicile de Bouyer —, mais un couteau poignard commando avec une lame de 15 cm l'est dans la voiture de Jean-Pierre Bouyer, au côté de son équipement de survivaliste : jumelles, talkie-walkies, sac de couchage, tapis de sol, tente et chargeur solaire. Deux personnes sont aussi interpellées en Ille-et-Vilaine et en Isère, avant d'être relâchées.
Excepté Antoine D., ils démentent toute volonté d'action et prétendent avoir surtout fanfaronné, Jean-Pierre Bouyer prétendant lors de son deuxième interrogatoire en mai 2019 : « Tout le monde en a parlé mais jamais il n'a été prévu de faire quoi que ce soit... Dans les groupes en ligne, ça parle, mais ce n'est pas pour ça que ça agit. » Ils confirment cependant la volonté de Bouyer de s'armer, voler et s'en prendre à Emmanuel Macron.

## Membres

### Leaders
L'un des administrateurs de la page des « Barjols 38 » se nomme Jean-Pierre Bouyer. Il est un retraité isérois, domicilié à Saint-Georges-de-Commiers près de Grenoble et âgé de soixante-deux ans. Électromécanicien de formation, exploitant du bois, il rentre du Gabon en 2016. Il milite pour la candidature de Nicolas Dupont-Aignan à l'élection présidentielle de 2017 et adhère au parti après le premier tour, mais abandonne rapidement. Après une opération contre le cancer, il intègre le groupe des Barjols, pour lesquels il mène des appels au recrutement : « Je cherche des patriotes des vrais pas des figurants [...] des personnes qui désirent donner d'eux-mêmes pour ce pays. » et à l'action violente : « Si un seul buffle fonce dans un mur à plusieurs reprises, il y a de grande chance à ce qu'il se face mal (sic), mais si un troupeau entier rentre dans le mur celui-ci tombera en une seule fois !! Je vous laisse méditer car nous réfléchissons à une opération coup de poing. » Le « président-fondateur » de la première page Facebook des « Barjols » Denis Collinet le présente comme son « ami » et « bras-droit » ; ils avaient tous deux fréquentés le groupe Forces françaises unifiées, fermé en 2017. Bouyer quitte cependant la page durant l'été 2018.
Sur Facebook, Bouyer partage des propos islamophobes et son soutien à Marion Maréchal, Nicolas Dupont-Aignan et l'Action française. Lors de son interpellation par la DGSI, il déclare subir un sentiment d'insécurité face à l'immigration et aux « cités [qui] sont des zones de non-droit » et être « populiste mais pas d'extrême droite ». Au cours de l'année 2018, il co-anime avec un ancien frontiste la page Facebook « Populiste et fiers de l'être ». Avec l'ambition de créer le point de départ d'une « colère » de la population, il envisage de couper les câbles alimentant les antennes relais des télévisions diffusant la finale de la Coupe du monde de football le 13 juillet 2018. Il tente d'organiser des rassemblements devant les mairies le 3 octobre, sans succès aussi. Il devait participer au mouvement des Gilets jaunes, prévu pour le 17 novembre, avec Denis Collinet, mouvement qu'il considère comme « notre dernière chance ».
Delphine T. est dénoncée en 2019 par un homme du groupe comme investigatrice des projets. Aide-soignante à la retraite, elle se présente comme une ancienne élève des Écoles de Saint-Cyr Coëtquidan et de l'École nationale des sous-officiers d'active. Elle s'investit fortement sur le réseau social à partir de 2017, où elle appelle à « l'action » contre Emmanuel Macron le « poudré ». Elle le considère « faible avec les migrants et l'islam », mais « fort contre les Gilets jaunes », tout en étant critique vis-à-vis de ces derniers.

### Interpellés du6 novembre 2018
Les premiers hommes interpellés le 6 novembre 2018 se présentent survivalistes et à la recherche de casemates. Ils ont aussi pour point commun d'être désœuvrés.
Mickaël Iber est âgé de quarante ans et domicilié à Bouzonville. Intérimaire sans emploi depuis six mois, il a comme dernier emploi poissonnier au supermarché Match de sa commune. Il se présente comme « ni à droite, ni à gauche mais pour le peuple », et intègre le groupe via Facebook. Il prétend lors de leurs discussions pouvoir se fournir d'armes à feu de type kalachnikov et Uzi. Il souhaite participer aux actions de blocages routiers du 17 novembre 2018 à Boulay-Moselle. Sa compagne le présente comme « détest[ant] les riches, les avocats, les francs-maçons ». Il s'intéresse aux black bloc, qui eux « boug[ent] vraiment », et aux Anonymous. Même s'il reconnaît n'en avoir jamais rencontré, il a une aversion envers les migrants « qui ont des portables alors que les Français n'ont rien du tout, il suffit de regarder BFM ou LCI ». Il communique principalement avec des femmes rencontrées sur le jeu vidéo Second Life, convaincues par la théorie du grand remplacement, qu'il n'a jamais vues. Il leur écrit que « les traîtres et les salopards », « on les tuera comme bobby and clyde ». Parfois en désaccord avec les Barjols, il écrit à propos du groupe en mai 2018 : « je vais monter mon propre groupe car piknique et leur connerie de pistolet à billes c pas pour moi, [...] c'est pas comme ça qu'on va baiser le gouvernement ».
David Gasparrini, âgé de cinquante ans, est ouvrier chez Renault. En arrêt de travail depuis 2014, il s'occupe de sa fille. Séduit par l'anti-macronisme des « Barjols », « catholique et chiraquien », il les rencontre en physique une première fois au restaurant McDonald's à Thionville. Il en devient rapidement le responsable départemental du groupe pour la Moselle.
Antoine D., vingt-trois ans, est atteint du syndrome de délétion 22q11.2 et est en attente d'une allocation adulte handicapé. Amateur de jeux vidéo aux journées assez vides, il affirme avoir découvert le groupe en cherchant un cours d'autodéfense après qu'il aurait été victime d'un racket. Il écrit notamment : « p***** de politique de merde, ils vont voir un jour sa va changer ».
Parmi les deux personnes relâchées, Henri, 53 ans, établi à Fougères, en Ille-et-Vilaine. Il déclare avoir été contacté par Jean-Pierre Bouyer, n'être pas resté longtemps au sein des « Barjols », mais avoir gardé le contact avec Bouyer qui le considérait comme son « frère de cœur ». Il assure ne pas appartenir à l'ultra-droite et se déclare « anti nouvel ordre mondial », « anti islam », ne pas « aim[er] pas les mecs qui se mettent des plumes dans le... », suivre les médias RT France, Sputnik et TV Libertés plutôt qu'une Agence France-Presse qu'il considère comme « censurée » et « trafiquée » et soutenir Jean-Marie Le Pen et Marion Maréchal.

## Suites judiciaires
Les enquêteurs sont alertés par un message publié sur un forum de jeux vidéos, dans lequel Antoine D. annonce rechercher une kalachnikov. Ils s'intéressent alors au profil de Jean-Pierre Bouyer. Une enquête préliminaire est ouverte le 31 octobre 2018 et confiée à la direction générale de la Sécurité intérieure. Jean-Pierre Bouyer est placé sous écoute ; il déclare à une dénommée François P. vouloir mener une action dans l'Est du pays et évoque un projet d'assassinat de deux habitants de la commune de La Muse.
Une information judiciaire est ouverte peu après l'arrestation multiple du 6 novembre 2018. Jean-Pierre Bouyer, Mickaël Iber, Antoine D. et David Gasparrini sont mis en examen pour « association de malfaiteurs terroriste criminelle » et « détention d'armes non autorisée en relation avec une entreprise terroriste ». Deux autres hommes, âgés de trente et quarante-cinq ans, sont arrêtés à Bouzonville et Bidestroff, en Moselle, et mis en examen en novembre 2019. Une cheffe présumée, Delphine T., est arrêtée à son domicile le 3 novembre 2020. Éric Fiolire, complotiste et leader du Conseil national de transition de France, est à son tour interpellé en décembre 2020 pour son appartenance à la page Facebook des « Barjols »,.
Quatre nouveaux suspects sont interpellés le 20 janvier 2021 en Haute-Saône, en Meurthe-et-Moselle et dans le Morbihan. Des armes sont retrouvées lors des interpellations, certaines dont la possession est légale, d'autres non. Deux d'entre eux sont relâchés, les deux autres mis en examen le 22 janvier à Paris pour « association de malfaiteurs en relation avec une entreprise terroriste criminelle ». Sur ordre du Parquet national antiterroriste, ils sont laissés en liberté sous contrôle judiciaire,.
Du 17 janvier au 17 février 2023, treize personnes comparaissent pour « association de malfaiteurs en vue de la préparation d'actes de terrorisme ». Durant le procès, deux visions du collectif des Barjols s'opposent : « une organisation hiérarchisée, déterminée à renverser les institutions, ou du "blabla" autour de réunions arrosées ». L'enjeu de l'audience étant de déterminer à quel point les prévenus risquaient véritablement de passer à l'acte. 
Neuf des treize membres du groupe sont relaxés, le lien entre « l’acte préparatoire et le projet d’action violente » n'étant pas « certain ». Jean-Pierre Bouyer, Mickaël Iber et David Gasparrini sont condamnés pour association de malfaiteurs terroriste, à des peines respectivement de quatre ans de prison dont un avec sursis, quatre ans dont deux avec sursis et trois ans dont deux avec sursis. Jonathan Drexler est condamné pour détention et cession d'armes à six mois de prison avec sursis. 
Les trois condamnés pour association de malfaiteurs terroriste, ainsi que le ministère public concernant huit des personnes relaxées (avant de se rétracter pour deux d’entre elles) font appel. Des peines de un à six ans ferme sont requises, mais la Cour d'appel décide, en 2025, de renvoyer l'affaire à un juge d'instruction, considérant que les faits sont de nature criminelle. Ce renvoi devrait concerner l'ensemble des treize personnes concernées, malgré certaines relaxes définitives.